# Marc Marie Joseph François
Marc Marie Joseph Sylvie François, connu sous l'appellation Marc François, né le 12 mars 1865 à Saint-Dié, décédé le 21 février 1935 dans sa maison avenue de Robache à Saint-Dié, inhumé au cimetière de la Côte Calot voisin le samedi 23 février est un docteur en droit de nationalité française, avocat et juriste polyglotte, ainsi qu'un acteur incontournable de la vie politique et associative de cette ville.

## Biographie
Marc Marie Joseph Sylvie et son jeune frère, René Marie Joseph Sylvie, sont les fils du sieur Joseph François (1827-1903), né à Moulainville et mort à Saint-Dié, inspecteur des Eaux et forêts et futur garde général et de Madame Thérèse Barthélémy (1836-1920). Le couple s'est marié à Saales le 15 avril 1857. L'enfant suit ses parents, son père étant nommé à Saint-Gaudens en juin 1871, puis conservateur des eaux et forêts à Niort. Collégien puis lycéen à Niort, Marc se retrouve étudiant licencié ès lettres à Poitiers, puis licencié en droit à Paris. Il commence des études de doctorat, interrompues pour épouser sa cousine germaine, Paule Barthélémy en décembre 1890. Revenu dans sa ville natale, Marc François s'inscrit au barreau, mais plaide avec parcimonie. L'homme affable et bienveillant gère ses propriétés sylvestres. Il préfère la randonnée, le labeur dans les bois et la chasse aux prétoires houleux.
Il s'intéresse à la bibliothèque municipale, en 1912 il est nommé officiellement par le ministre membre de la commission d'inspection et d'achat de livres. La guerre survient alors qu'il est le président de la Croix rouge de l'arrondissement de Saint-Dié. En villégiature estivale lointaine avec sa famille en juillet, il revient assurer le fonctionnement de l'hôpital et des services de la Croix Rouge, avant les prémisses de la guerre.

### Engagements sociaux, militaires et politiques
Marc François s'installe avenue de Robache dans la maison construite en 1848 par Alphonse Georges Bruyant, architecte ami de Viollet Leduc, grand-père de Paule Bathélémy son épouse. Sa famille comptera onze enfants. Comme son épouse qui est aussi sa cousine germaine, il est un propriétaire foncier très attaché à la forêt vosgienne, comme son dernier prénom inusité de Sylvie le mentionne pour lui et son frère cadet. Dans les années 1900, il apparaît en avocat, attaché à l'Assistance judiciaire, nom d'une association locale dont il est président, mais aussi en officier de réserve du corps de l'Artillerie, membre de l'association des officiers de réserve de l'armée territoriale de l'arrondissement de Saint-Dié. En 1905, où il figure avec le capitaine Charles Meyer et le lieutenant territorial d'artillerie, Boucker, les officiers Georges Blech et Gérardin, il est encore lieutenant de réserve. Il semble, avec ses comparses officiers, Albert Ohl et Boucker, à l'origine de la scission associative, qui voit les officiers du génie et de l'artillerie créer localement la société d'Artillerie, en 1908. Homme politique, il rejoint la seconde municipalité de l'industriel Camille Duceux, élu maire le 28 août 1910, qui choisit comme adjoints Louis Burlin, Ernest Colin et Marc François. Pendant la Grande Guerre, Louis Burlin et Marc François, les deux adjoints restés à Saint-Dié, gouvernent la ville proche du front. Pendant l'occupation de la ville, Louis Burlin devient officiellement maire par intérim, mais il peut compter sur l'appui de Marc François pour faire face aux exigences allemandes. Ce dernier s'occupe en administrateur zélé de la Croix rouge et de l'aide civil de l'arrondissement, l'ancien capitaine du 4e régiment d'artillerie rejoignant en 1917 l'armée, obtenant plus tard le grade de commandant pour poursuivre sans entrave sa mission humanitaire.
Au sortir de la guerre, l'ancien adjoint de la Ville, Marc François, auréolé de la légion d'honneur le 11 janvier 1919, est insensiblement mis à l'écart par son ancien partenaire politique. Ce vigoureux propriétaire forestier, avocat des gens modestes, docteur en droit polyglotte, bûcheron à ses heures perdues, paraît alors décidément trop populaire. Il reste simple conseiller municipal, restant à sa demande membre de la commission administrative des Hospices de 1919 à sa mort.

### Dirigeant de la Société philomatique vosgienne
Membre du comité de lecture à la société philomatique, le juriste laissé pour compte est pourtant pressenti par René Ferry, pour reprendre sa tâche de secrétariat permanent et relancer la société savante qui ne publie plus, et dont la plupart des anciens membres sont séduit par la puissante société d'émulation des Vosges. René Ferry s'est assuré de l’accord tacite de la mairie dirigé par le maire, patron fondeur autoritaire, Louis Burlin, qui laisse faire puisque la mairie a récupéré les pièces nécessaires à la fondation d’un musée municipal dès 1921/1922, par la dissidence de Charles Pecatte annexant sa commission peinture et les autres commissions muséographiques, pour lancer le projet d'un musée de la Ville, réalisable dès 1924. Dès 1925, au sein d’un comité établi par élection annuelle, le publiciste René Jacquet accède à la présidence, il arbitre les discussions courtoises entre le vice-président Charles Pecatte, conservateur du premier musée municipal, et le secrétaire Marc François, qui hérite de ce qui reste à la société philomatique vosgienne dépouillée de ses musées, le monde du papier, des conférences et des échanges, non sans avoir attiré quelques jeunes chercheurs locaux prometteurs. Marc François, homme fort du renouveau philomate, est nommé membre libre de la société d'émulation des Vosges, le 16 juillet 1925, parmi une dizaine de personnalités vosgiennes, sous la présidence ouverte de l'archiviste spinalien André Philippe.
René Jacquet, malade, démissionne le 22 avril 1931. Georges Baumont, professeur de français et de latin, un des chercheurs, ami du bibliothécaire Auguste Pierrot, membre éminent du comité, reprend la présidence en 1932 et 1933. Le secrétariat est déjà délaissé par Marc François, victime d'un accident de santé, alors Auguste Pierrot reprend cette fonction. Georges Baumont est une des recrues majeures d’après-guerre, il souhaite relancer des projets éditoriales d’histoire malgré la crise économique latente qui font plonger les finances et stagner les recettes de la société. Marc François, désormais en mauvaise santé, prend du recul, ayant toute confiance dans ce binôme. Mais survient une querelle longue d’une petite semaine, concernant la promotion d’un banal salon d’artistes, insérée par favoritisme ou par intérêt des amis de Charles Pecatte dans le bulletin : Albert Ohl des Marais, dissident de la commission peinture à l’origine du Groupe des Artistes Vosgiens, accable le responsable du bulletin, Georges Baumont, de coupable négligence. Ce dernier piqué au vif, s'estimant maltraité et incompris, démissionne brusquement le 20 février 1934. La mainmise municipale imprévue, s’avérant évidente après le raide retrait de Baumont, Marc François, soucieux du dogme de neutralité défini par René Ferry, s’impose aussitôt à la présidence. Réélu le 10 février 1935, il décède dix jours plus tard, le 20 février 1935, d’un arrêt cardiaque. Le vice-président Charles Pecatte assure l’intérim, avec le prudent Auguste Pierrot, secrétaire-archiviste depuis 1931, et c'est logiquement ce dernier qui parvient seulement à la présidence en novembre 1935.
Marc François, grand lecteur de périodiques en allemand, anglais, espagnol et italien, avait appris l'arabe pour mieux suivre à la Belle Époque l'évolution d'investissements fonciers en Tunisie. Il était un archéologue modeste et un numismate avisé, ainsi qu'un collectionneur d'autres objets métalliques, notamment de taques de cheminées ouvragés en fonte noire. Ces écrits, le plus souvent des notes modestes, rarement publiés dans le bulletin de la Société philomatique vosgienne ont ouvert divers thèmes de recherche.
Marc François a aussi été un défenseur inlassable du patrimoine : en 1935 il avait donné au musée de Saint-Dié cinq fragments de vitraux de la cathédrale ramassés par ses soins.
Une impasse jouxtant la rue Rovel, ruelle placée sous le quartier Saint-Roch, au voisinage de son ancienne propriété, porte et perpétue son nom à Saint-Dié.